# Luis Goicoechea
Luis Ángel Goicoechea Saldaña (Pacasmayo, La Libertad, Perú; 24 de febrero de 1969) es un periodista peruano. Es conocido como presentador en el programa Confirmado.  
Estudió Ciencias Económicas en la universidad Inca Garcilaso de la Vega. 
Se inició en el periodismo a los 20 años cuando aún cursaba estudios en la facultad de Economía, convencido por un amigo que lo llevó a los estudios de Radio Nacional. Allí empezaría su contacto con los medios de comunicación, hasta hoy, luego de haber sido imagen y reportero de RBC Televisión en los años 90 y reportero de Monitor, el primer canal por cable de la televisión peruana. Periodista fundador de CPN Radio en 1996 y posteriormente conductor de los noticieros del Canal 7. 
Su contacto con el canal del estado peruano lo llevaría hasta la dirección periodística. Los resultados de este proyecto fueron óptimos, logrando los noticieros del canal estatal interesantes niveles de audiencia, superando, en algunos casos, a la televisión privada. 
Destacado a Madrid (España) para cubrir las incidencias de la cumbre de jefes de Estado y de Gobierno de Hispanoamérica, también participó como periodista acreditado del 52.º período de sesiones de la Organización de las Naciones Unidas (Nueva York). Fue enviado a San José del Cabo (México), donde participó de la cumbre de Presidentes y jefes de gobierno de las naciones de la APEC. 
Actualmente se dedica a la consultoría en imagen corporativa.
- Datos: Q5983574